# Ampliación San Mateo
Ampliación San Mateo är en mindre stad i Mexiko, tillhörande kommunen Tultitlán i delstaten Mexiko. Ampliación San Mateo ligger i den centrala delen av landet och tillhör Mexico Citys storstadsområde. Orten hade 16 250 invånare vid folkräkningen 2010.